# Карев, Николай Афанасьевич
Николай Афанасьевич Карев (6/19 января 1901 — 11 октября 1936) — советский философ-марксист.
Родился в русской крестьянской семье.
В 1917 вступил в партию левых эсеров и принял активное участие в Октябрьской революции. С 1920 г. член РКП(б).
С 1921 по 1924 год изучал философию в Институте красной профессуры у Абрама Деборина, а затем прошел научную стажировку в Германии.
В 1924 году был одним из основателей Общества воинствующих материалистов. Был знатоком материалистической диалектики.
В 25 лет стал профессором кафедры философии МГУ. С 1924 по 1927 год был редактором журнала «Под знаменем марксизма».
В 1926-27 году был членом Левой оппозиции против сталинизма.
В 1929 году стал соорганизатором Философского института и был заместителем директора института. Одновременно был заместителем председателя Общества воинствующих материалистов. Все основные спорные вопросы тех лет нашли свое отражение в его произведениях.
В 1931-32 работал в Президиуме Академии наук. Там он защищал позиции «Деборинской» школы до 1930-31 года.
Потерял все свои посты, был исключен из ВКП(б) в 1933 году и сослан в 1935 году в Уфу, где заведовал промышленно-экономическим сектором НИИ промышленности. В 1936 г. вновь арестован, расстрелян 11 октября 1936 г.